# Casa do Major Pessoa
A Casa do Major Pessoa, também conhecida por Museu Arte Nova, é um edifício histórico e atual museu localizado junto ao Jardim do Rossio, na freguesia da Glória e Vera Cruz, município de Aveiro, distrito de Aveiro, em Portugal.
Encontra-se classificada como Imóvel de Interesse Público desde 1997.

## História
Foi erguida por iniciativa de Mário Belmonte Pessoa em 1907, com projeto dos arquitetos Francisco Augusto da Silva Rocha e Ernesto Korrodi.
Em 2004, encontrava-se em avançado estado de degradação, tendo sido adquirida pela Câmara Municipal de Aveiro. Em 2008, foi convertida no atual Museu Arte Nova.

## Características
Trata-se de exemplar de arquitetura civil em estilo Arte Nova.